# میروسلاو وولیچویچ
میروسلاو وولیچویچ (صربی: Miroslav Vulićević؛ زادهٔ ۲۹ مهٔ ۱۹۸۵) بازیکن فوتبال اهل صربستان است.
از باشگاه‌هایی که در آن بازی کرده‌است می‌توان به باشگاه فوتبال وویوودینا و باشگاه فوتبال پارتیزان اشاره کرد.
وی همچنین در تیم ملی فوتبال صربستان بازی کرده‌است.